# 弗略曼嫩冰原島峰
弗略曼嫩冰原島峰，是南極洲的冰原島峰，位於毛德皇后地的瑪塔公主海岸，處於紐邁耶崖西端，挪威製圖師根據探險隊的測量和空中照片繪入地圖，現時由南極條約體系管理。
73°9′S 2°14′W / 73.150°S 2.233°W